# Tendresse du loup
Pour plus de détails, voir Fiche technique et Distribution.
Tendresse du loup (arabe : عرس الذيب, soit Ors El Dhib) est un film tunisien réalisé en 2006 par Jilani Saadi.

## Synopsis
Une nuit particulière à Tunis : un jeune homme, Stoufa, révolté et humilié par son père, rencontre une jeune et jolie prostituée, Saloua. Cette fille est violée par ses copains mais c'est sur Stoufa qu'elle se venge. Ce dernier la recherche toute la nuit pour la retenir mais cette fille est introuvable.

## Fiche technique
- Réalisation : Jilani Saadi
- Musique : Cesária Évora
- Photo : Mario Decasteira
- Montage : Nadia Ben Rachid
- Son : David Rit et Thomas Guauder
- Pays d'origine :  Tunisie
- Langue : arabe
- Format : couleur (35 mm)
- Genre : drame

## Distribution
- Anissa Daoud
- Mohamed Grayaâ
- Atef Ben Hassine
- Habib Ben M'barek
- Abdelmonem Chouayet